# Freden i Rijswijk
Freden i Rijswijk blev undertegnet den 20. september 1697 i byen Rijswijk i det daværende De Forenede Nederlande og afsluttede Niårskrigen mellem Frankrig og Augsburgligaen. Fredsaftalen har navn efter byen, hvor aftalen blev indgået.
Kampene langs Frankrigs grænser under niårskrigen var hovedsageligt i Frankrigs favør, men i 1696 gik landet ind i en økonomisk krise. Også sømagterne England og De Forenede Nederlande var økonomisk udmattet, og da Savoyen ønskede at trække sig ud af krigen, ønskede alle parter at forhandle en afslutning på krigen.

## Forhandlingerne
Forhandlingerne blev påbegyndt i maj. Den franske delegation holdt til i Haag, og repræsentanterne for Augsburgligaen havde sæde i Delft, mens forhandlingerne blev gennemført i paladset Huis ter Nieuwburg i Rijswijk, som blev revet i 1789.
I de to første uger var der ikke bevægelse i forhandlingerne. Det førte til, at de to hovedaktører, Vilhelm af Oranien og Ludvig XIV af Frankrig, udpegede to personlige repræsentanter, som førte forhandlingerne videre på tomandshånd. Det var William Bentinck og Louis François de Boufflers, og i private forhandlinger nåede de snart frem til hovedprincipperne i en aftale. Imidlertid ønskede hverken kejser Leopold I af Det tysk-romerske rige eller kong Karl II af Spanien at tiltræde den.
Den spanske konge gav imidlertid snart efter, og den 20. september blev aftalen undertegnet, men signatarerne Frankrig på den ene side, og England, Spanien og De Forenede Nederlande på den anden. Vilhelm af Oranien overtalte derefter Leopold til at slutte sig til freden, og en aftale mellem Frankrig og Det tysk-romerske rige blev undertegnet den 30. oktober.

## Resultatet
Hovedindholdet i aftalen var, at Ludvig XIV anerkendte Vilhelm af Oranien som konge af England, Skotland og Irland. Endvidere frafaldt Frankrig alle krav i Rhinlandet og skulle afstå fra at blande sig i forholdene i Kurfyrstendømmet Köln.
Territorielle ændringer:
- Frankrig beholdt Alsace og Strasbourg, overgav Freiburg, Breisach og Philippsburg til Det tysk-romerske rige. Frankrig købte Puducherry af Nederlandene og overtog Nova Scotia og Saint-Domingue.
- Frankrig gav Catalonien tilbage til Spanien. Fæstningerne ved Mons, Luxembourg og Kortrijk blev samtidigt genindlemmet i de Spanske Nederlande.
- Lothringen blev genoprettet som Hertugdømmet Lothringen